# Tenax (singolo)
Tenax è il primo singolo della cantante italiana Diana Est, pubblicato nel 1982.

## Descrizione
Tenax, scritto da Enrico Ruggeri e Stefano Previsti, è un brano italo disco che ebbe un grande successo, nonostante il basso piazzamento in classifica. Il singolo raggiunse infatti la ventitreesima posizione dei singoli più venduti, ma vendette oltre centomila copie. Tenax sfoggia qualche verso in lingua latina, probabilmente parafrasato da Terenzio: "Sed modo senectus morbus est… carmen vitae immoderatae hic est". Il brano venne presentato nel varietà televisivo Premiatissima e in numerosi programmi TV. 
Sul lato B è presente il brano Notte senza pietà, scritto dagli stessi autori.
Nel 1983 venne prodotta una versione in lingua inglese di Tenax, attribuita al gruppo musicale Electra con il titolo Are You Automatic?. La produzione era comunque di origine italiana: come nel brano originale Enrico Ruggeri e Stefano Previsti scrissero il testo. Nel 2010 Ivan Cattaneo le ha reso omaggio, incidendo Tenax nel suo album di cover 80 e basta!. Nel 2012 Enrico Ruggeri pubblica una nuova versione di Tenax in duo con il gruppo Serpenti, per il quale realizza anche un videoclip.
Nel 2020 il cantautore Auroro Borealo reinterpreta Tenax in versione punk rock insieme a I Capelli Lunghi Dietro nell'album Implacabile.
Un verso del ritornello di Tenax "forse è già mattino e non lo so" è impresso sul muro della nota discoteca Cocoricò, nel corridoio che dalla piramide porta alle altre sale.

## Tracce
7"
1. Tenax – 3:45 (Enrico Ruggeri, Stefano Previsti)
2. Notte senza pietà – 3:30 (Enrico Ruggeri, Stefano Previsti)

Durata totale: 7:15
12"
1. Tenax (Vocal) – 5:57 (Enrico Ruggeri, Stefano Previsti)
2. Tenax (Instrumental Dub) – 6:32 (Enrico Ruggeri, Stefano Previsti)

Durata totale: 12:29

## Classifiche
| Classifica (1982) | Posizione migliore |
| ----------------- | ------------------ |
| Italia (FIMI)     | 25                 |

## Crediti
- Diana Est - voce
- Bruno Bergonzi - batteria

## Edizioni
- 1982 - Tenax/Notte senza pietà (Dischi Ricordi, SRL 10955, 7")
- 1982 - Tenax (Vocal)/Tenax (Instrumental Dub) (Dischi Ricordi, SRLM 2018, 12")